# 兵庫県道17号西脇三田線
兵庫県道17号西脇三田線（ひょうごけんどう17ごう にしわきさんだせん）は、兵庫県西脇市から三田市を結ぶ県道（主要地方道）である。

## 概要

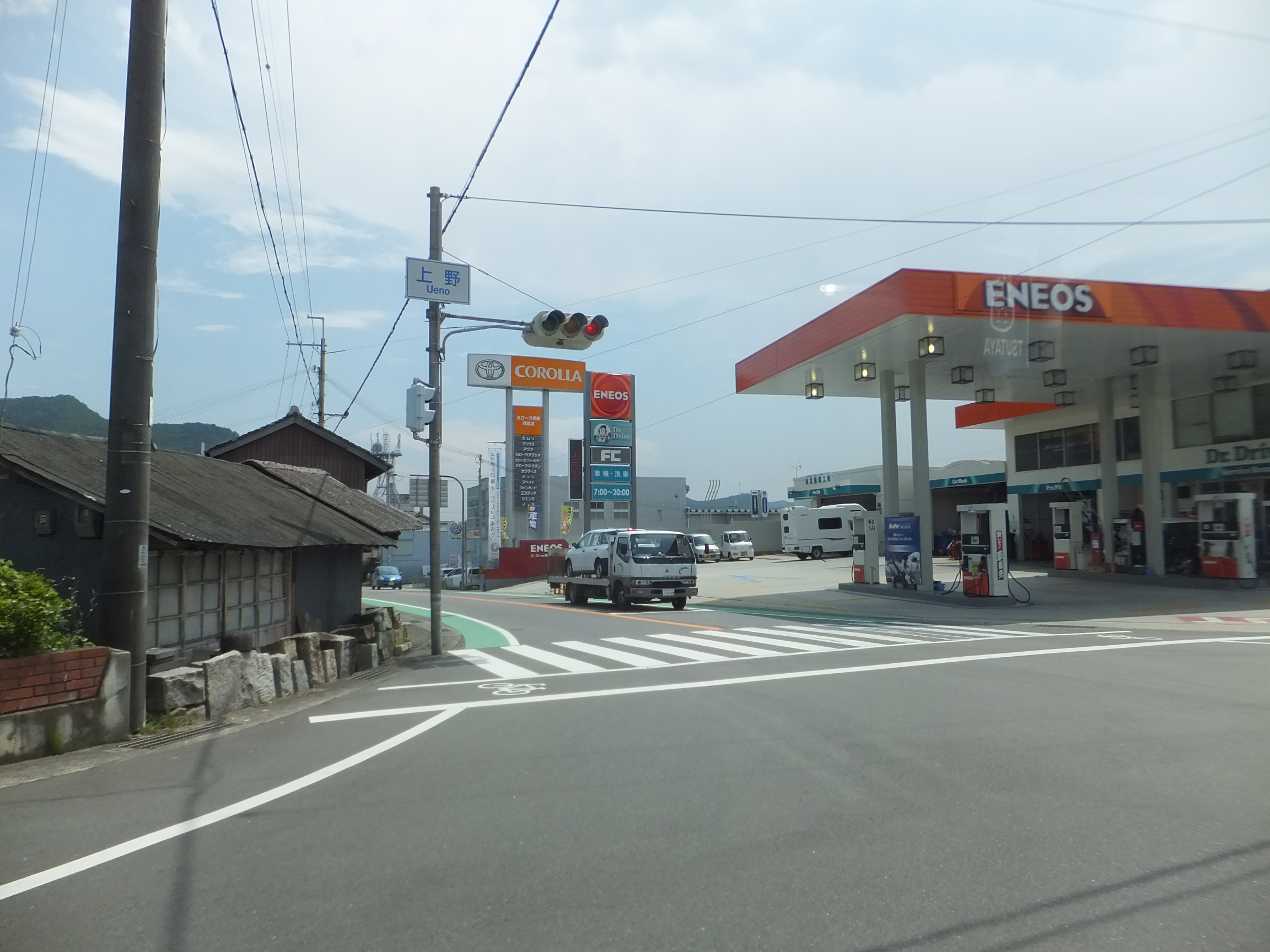
起点付近
西脇市上野で撮影

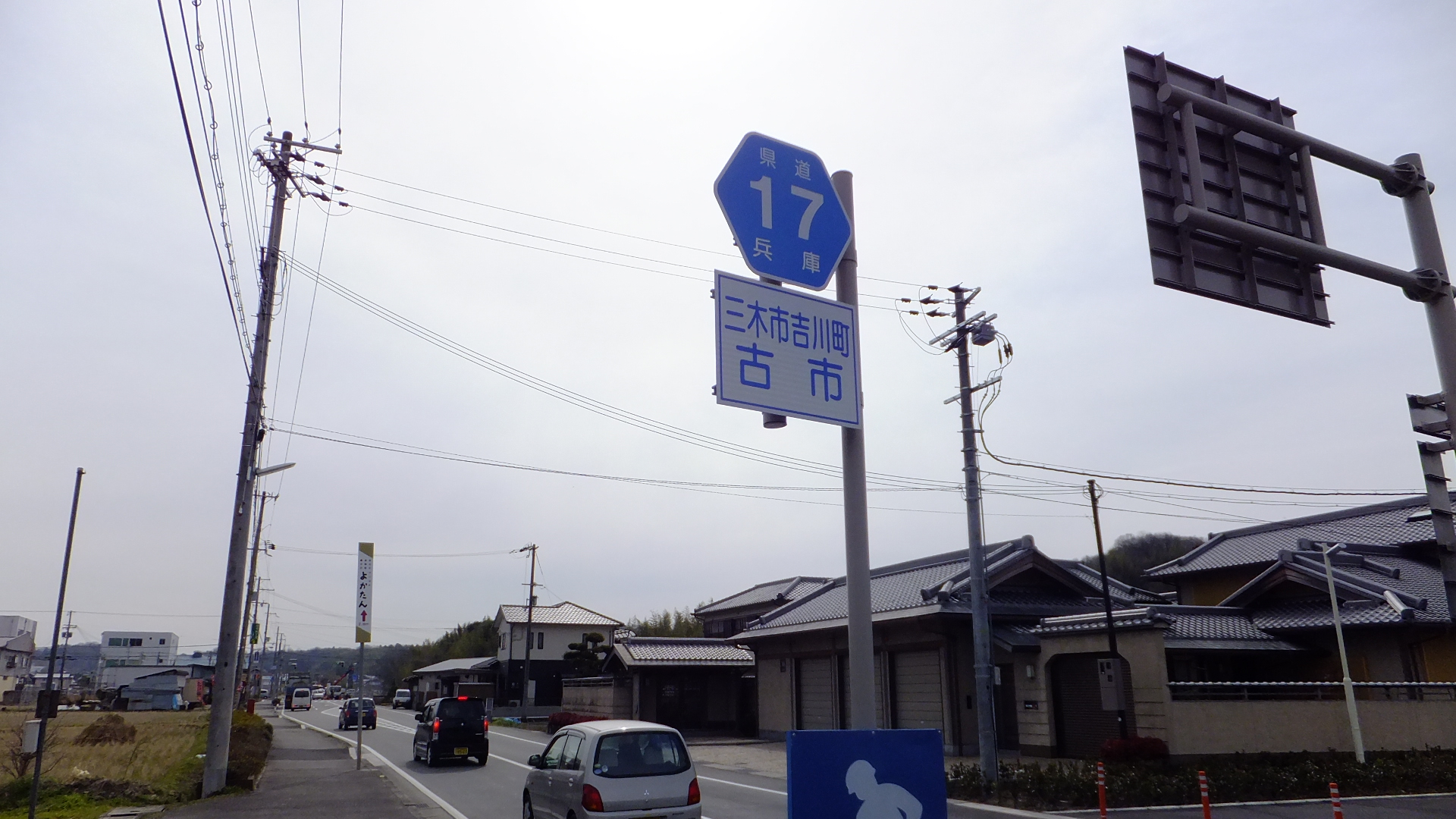
本道の標識
三木市吉川町古市で撮影

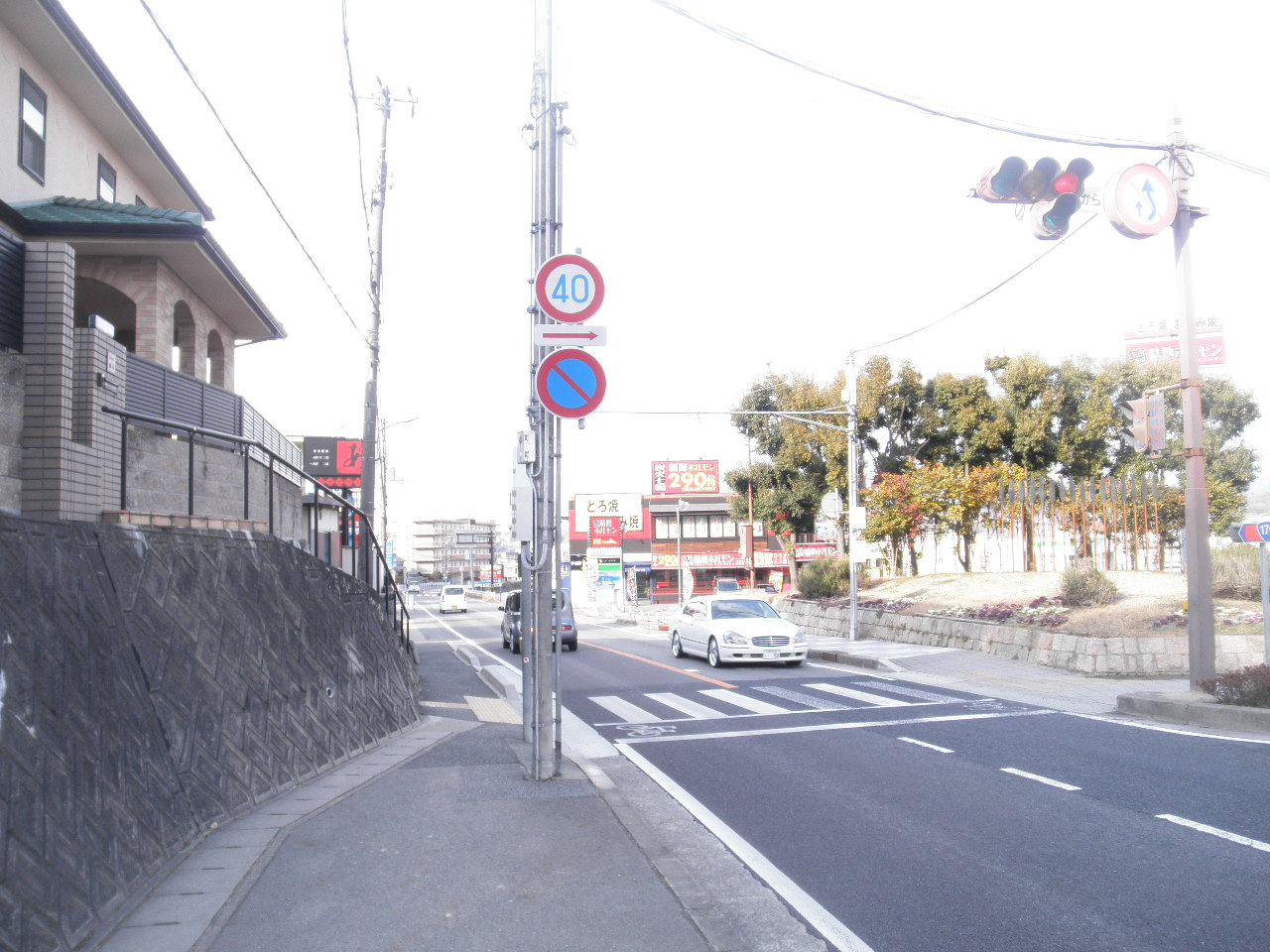
終点付近
三田市横山町で撮影

西脇市の中心部と三田市の中心部を結ぶ幹線道路である。神戸市と三田市の境目から終点の手前付近は4車線であるが、それ以外は2車線で供用されている。

### 路線データ
- 起点：西脇市上野（国道427号交点、上野交差点）
- 終点：三田市八景町（国道176号交点、八景中学校前交差点）
- 総延長：30.307 km

#### 西脇市・加東市
- 西脇市では西脇市中心部で起点を迎え、南北に縦断する[1]。
- 加東市では国道175号社バイパスまでは南北に縦断し、国道以東は中国自動車道沿いに東西に縦断する[2]。

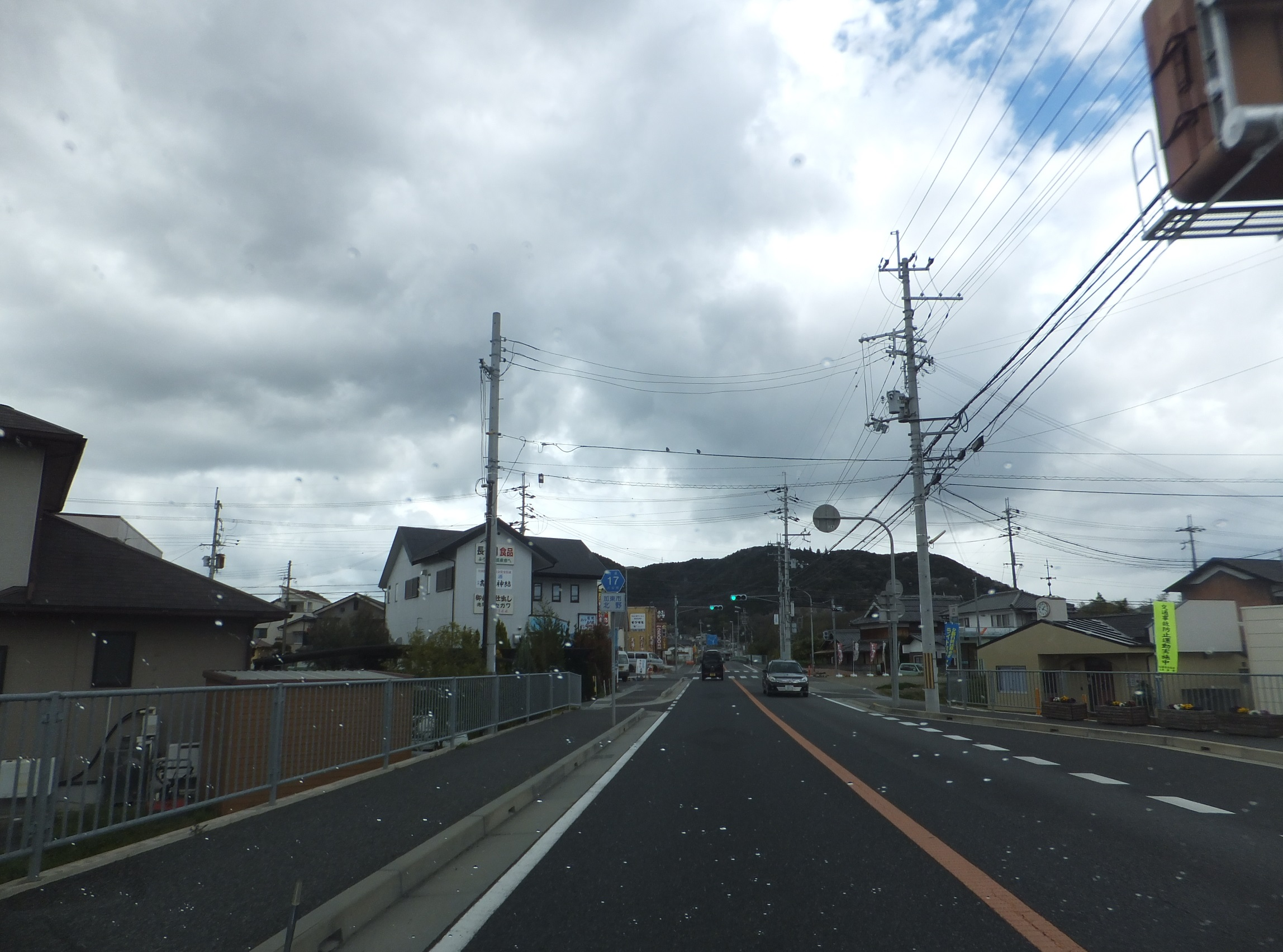
滝野社インターチェンジ付近 加東市北野で撮影
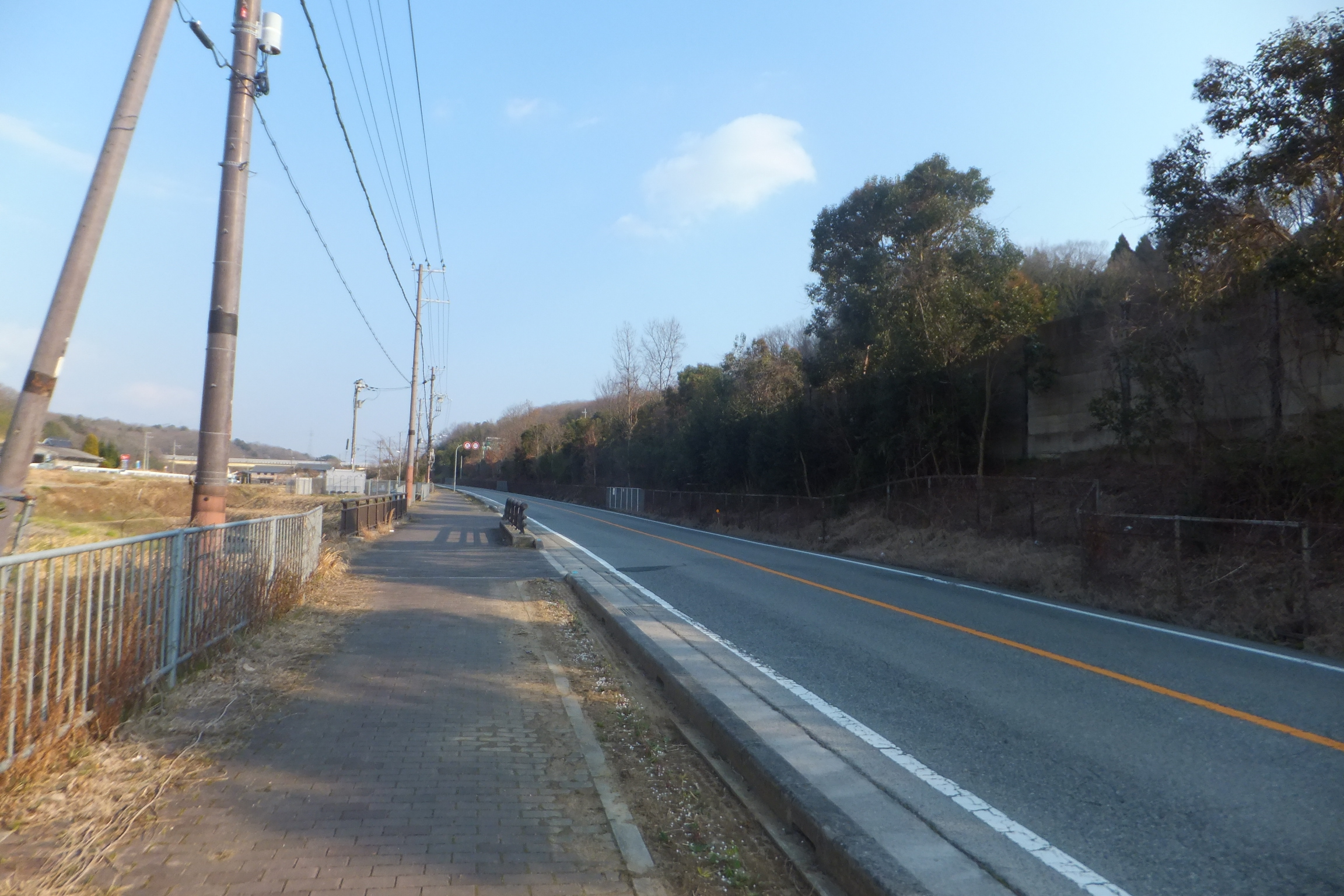
中国自動車道と並走する区間 加東市横谷で撮影

#### 三木市・神戸市・三田市
- 三木市では中国自動車道吉川インターチェンジ沿いまで行き、東西に縦断し、吉川地区の中心部を通過する[3]。渡瀬バイパス開通前は現在の旧道が当道唯一の1車線道路であったが、その1車線道路が大型車のすれ違いも困難なほど道が狭く建設の要望があったことから建設され、2010年3月25日に開通した。開通によって全線2車線以上の確保が可能になった[4]。
- 神戸市では六甲山地の北側を東西に縦断する。三田市との境目付近で4車線になる[5]。
- 三田市ではラダーパターン道路網として重要な幹線道路として機能しており、4車線である北摂三田ニュータウンの東側を縦断し、その後2車線である三田市の中心部で終点を迎える[6]。

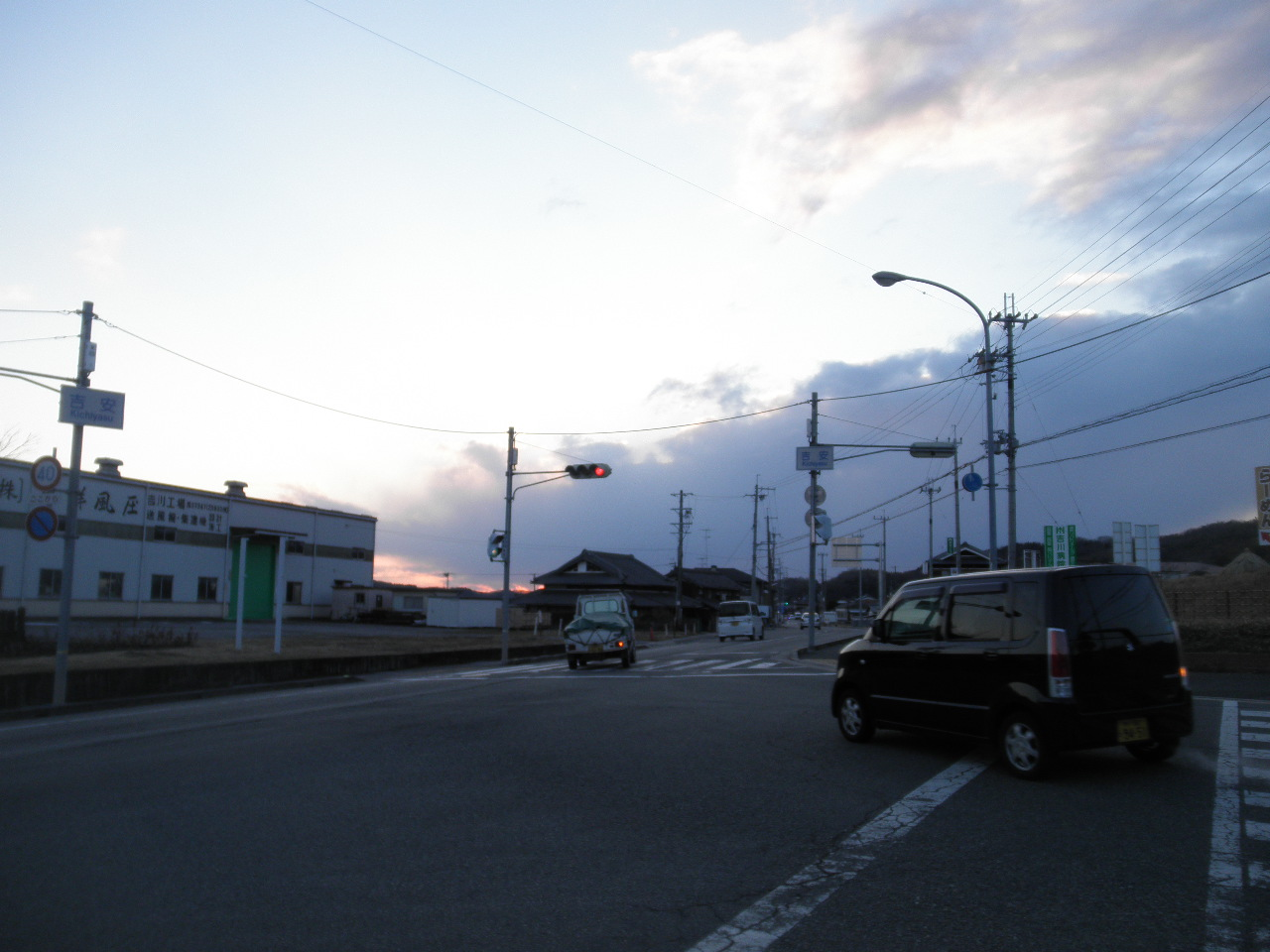
三木市吉川町の中心部 三木市吉川町吉安で撮影
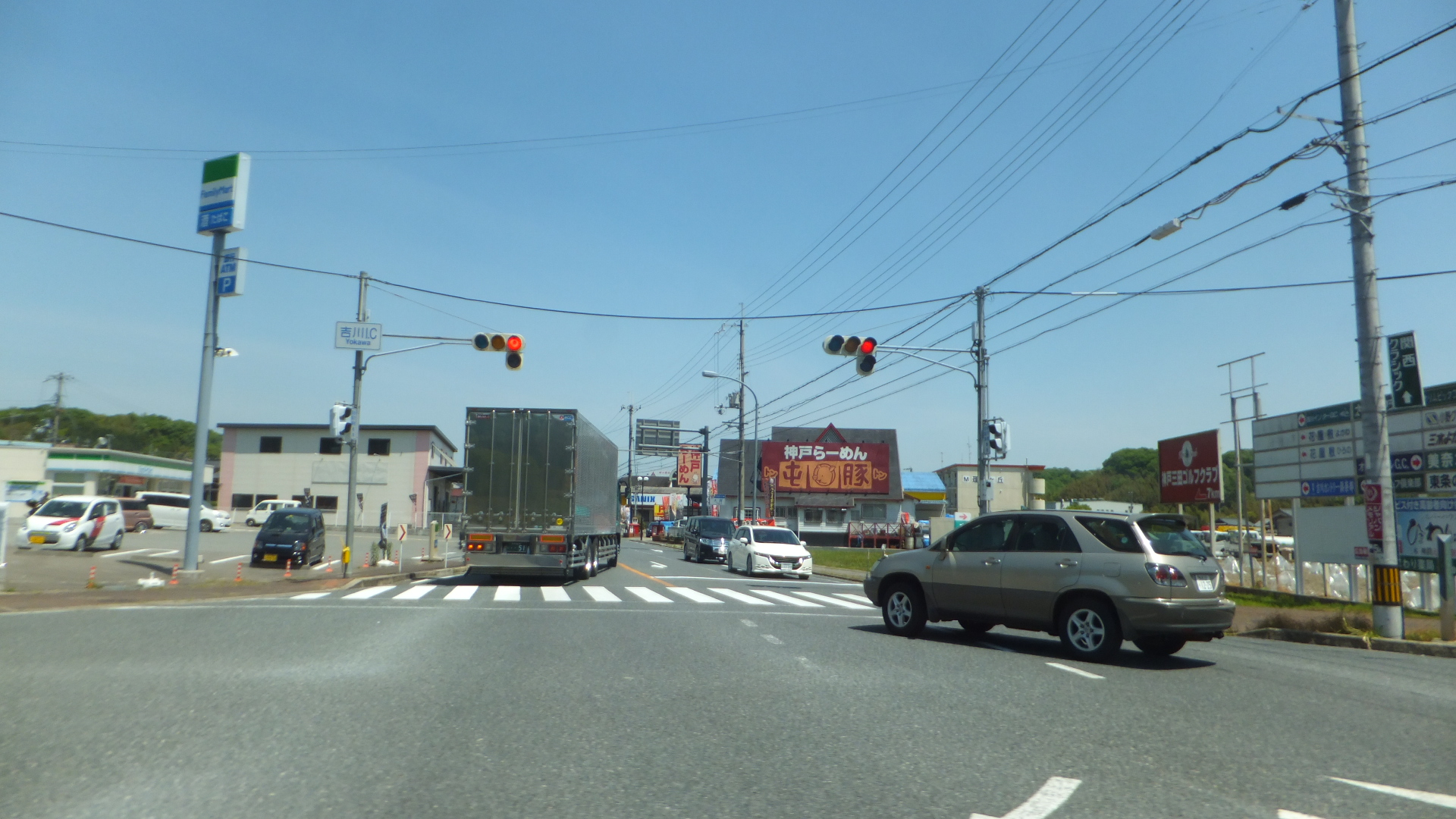
吉川インターチェンジ前 三木市吉川町大沢で撮影
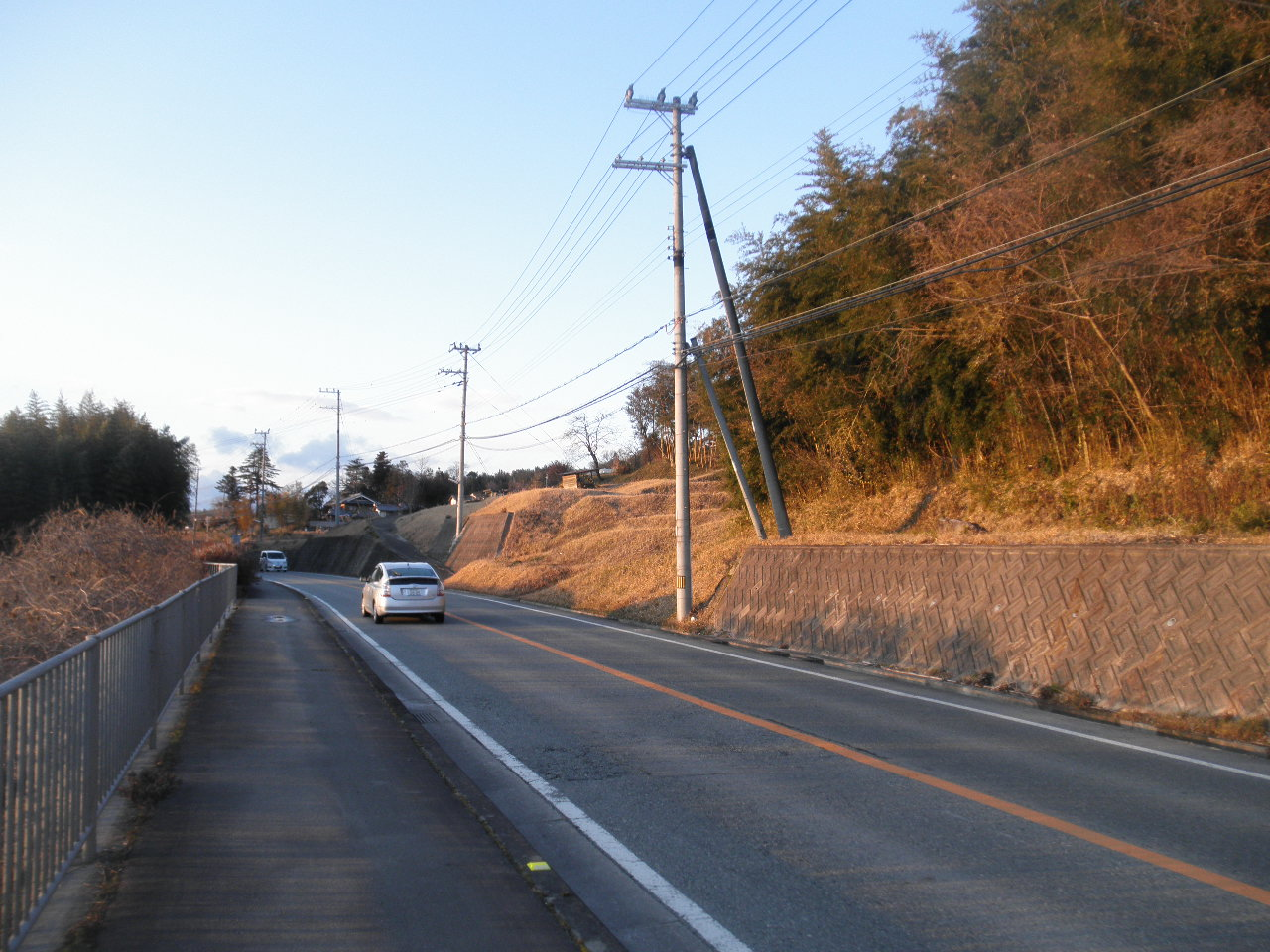
三田市との境目付近 三木市吉川町市野瀬で撮影
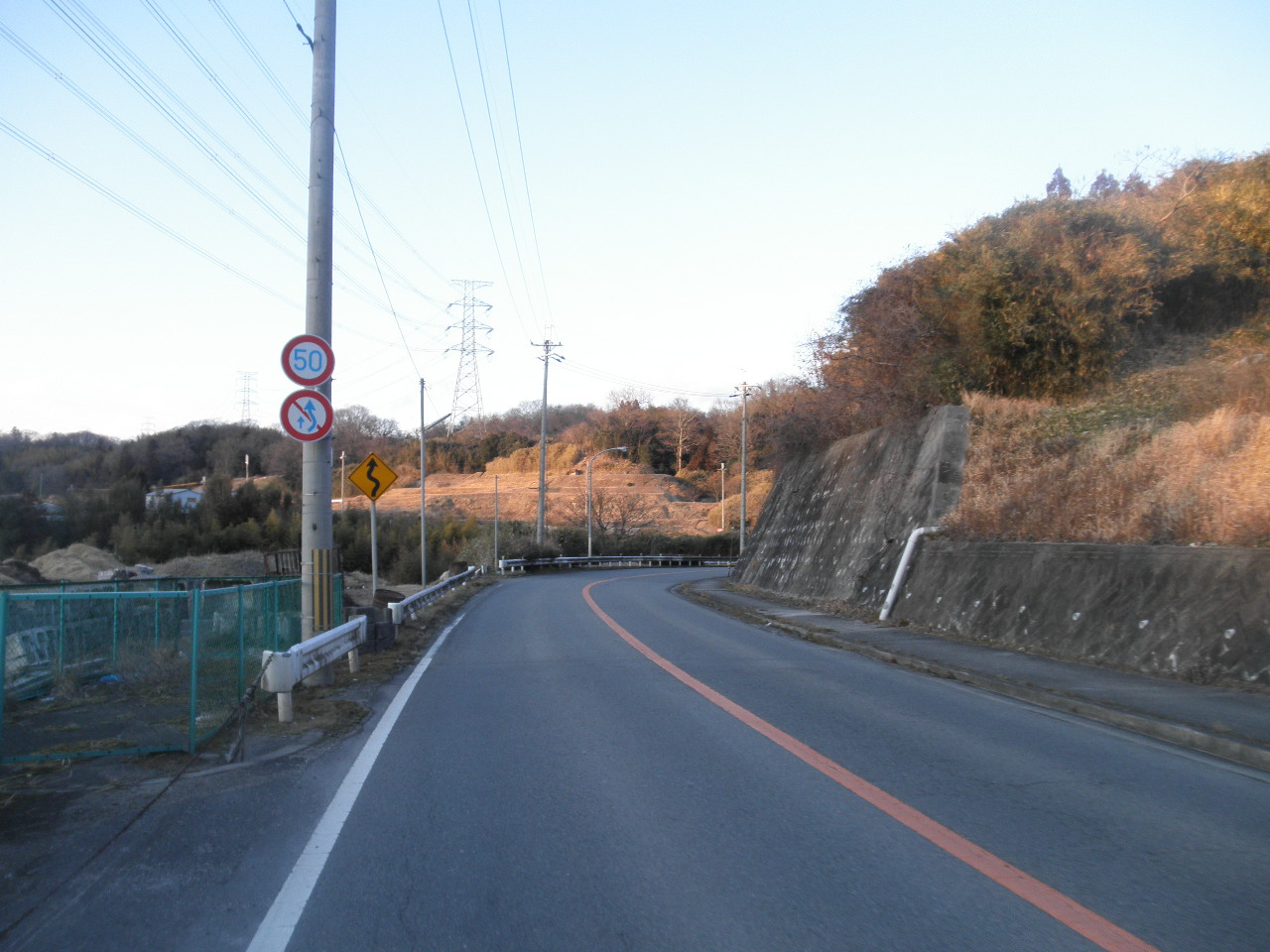
三木市と神戸市との境目付近 神戸市北区大沢町簾で撮影
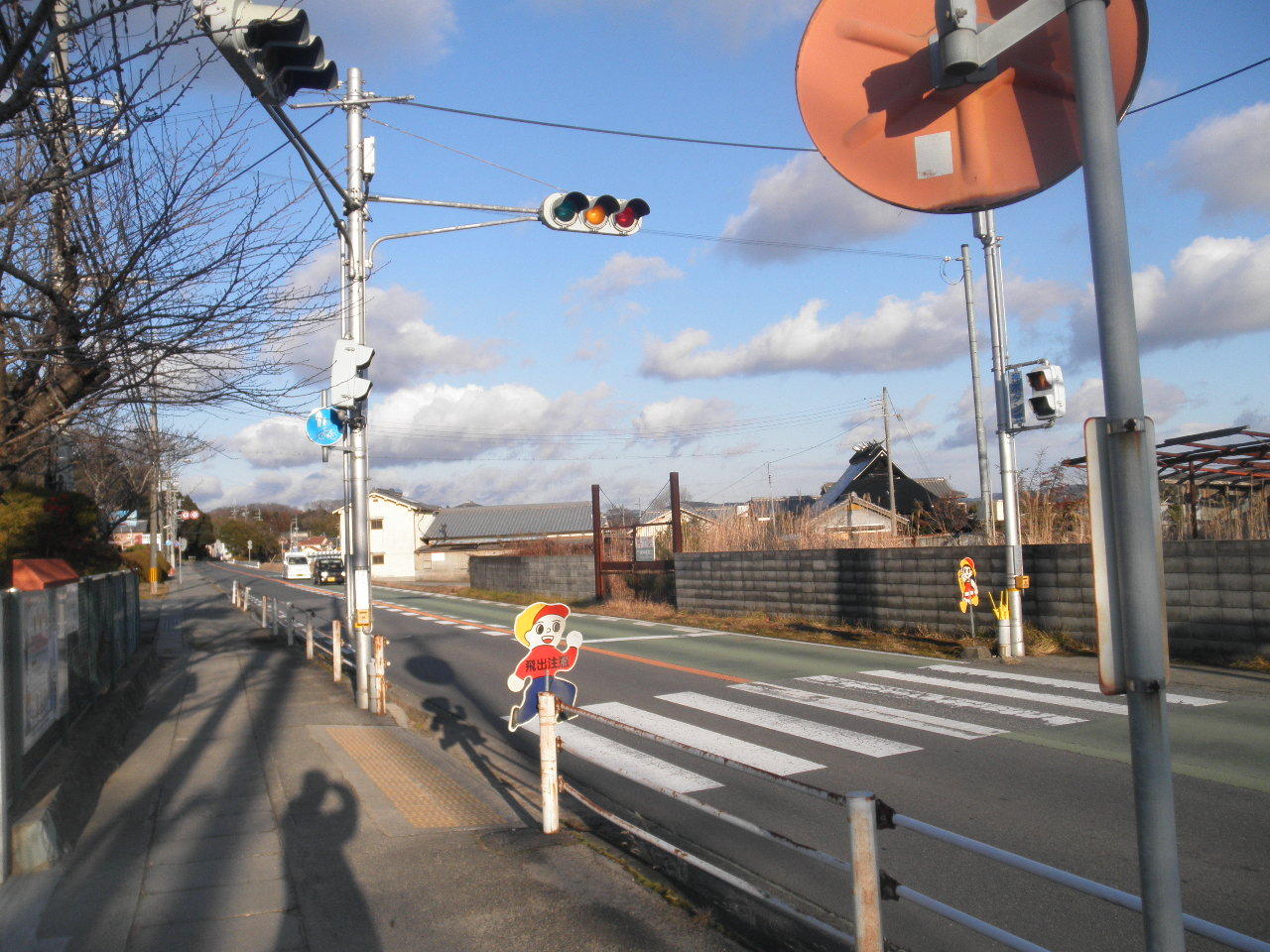
六甲山地の北側を縦断する 神戸市北区長尾町宅原で撮影
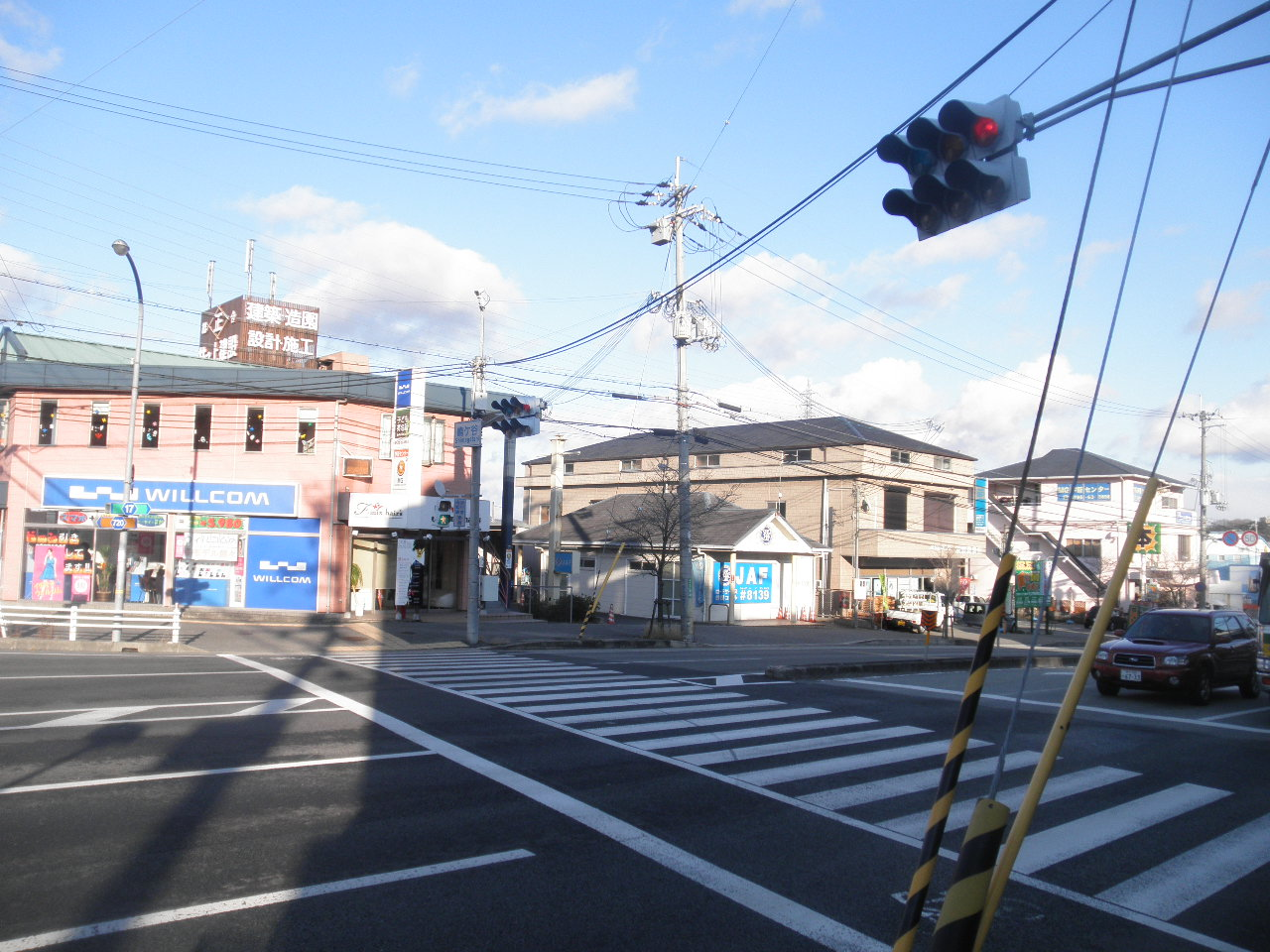
4車線区間が供用されている箇所 三田市南ヶ丘1丁目で撮影

## 歴史
- 1993年（平成5年）5月11日 - 建設省から、県道西脇三田線が西脇三田線として主要地方道に指定される[7]。

## 路線状況

### バイパス

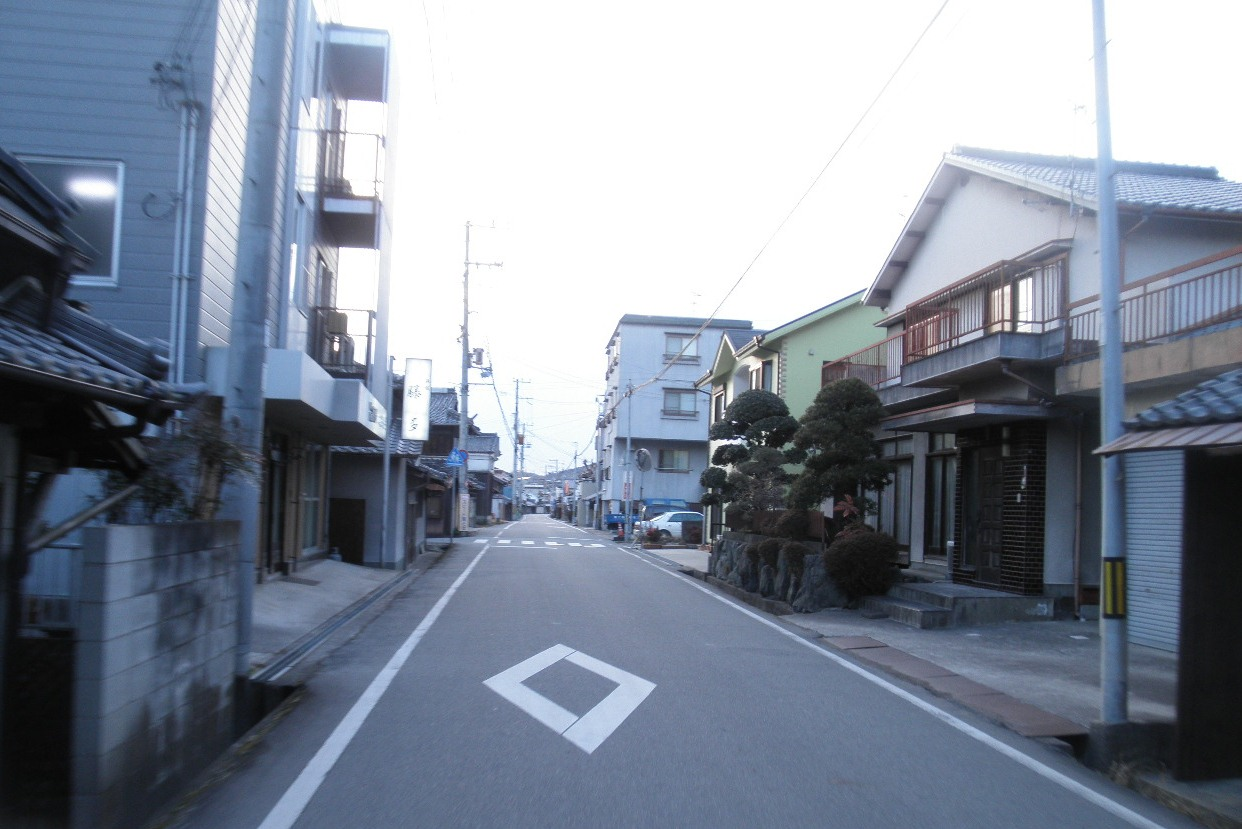
開通前に使われていた道 三木市吉川町稲田で撮影
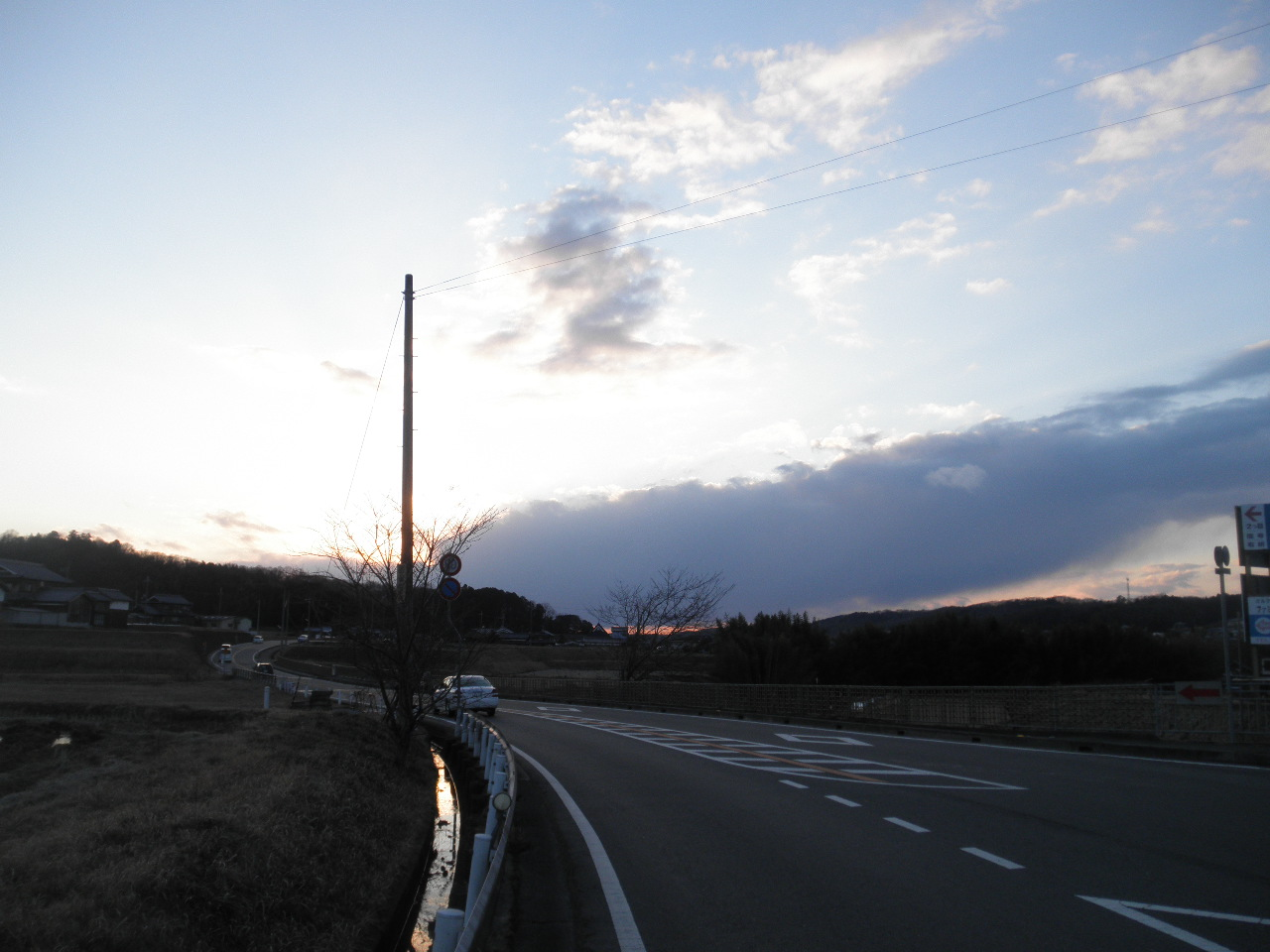
稲田バイパス 三木市吉川町金会で撮影

- 渡瀬バイパス

片側1車線で、全長940mの道路である。開通するまで旧道の当区間が片側1車線の道路であり、大型車の離合が困難なほど道が狭かったが、それを改善し、安全確保を目的とするためにバイパスの開通が望まれ、高階が建設を施行して2009年12月に竣工し、2010年3月25日に車道のほうを先行して開通したことによって当道の全区間が2車線以上になった。その後、歩道の方は後に整備され、こちらも完成した。

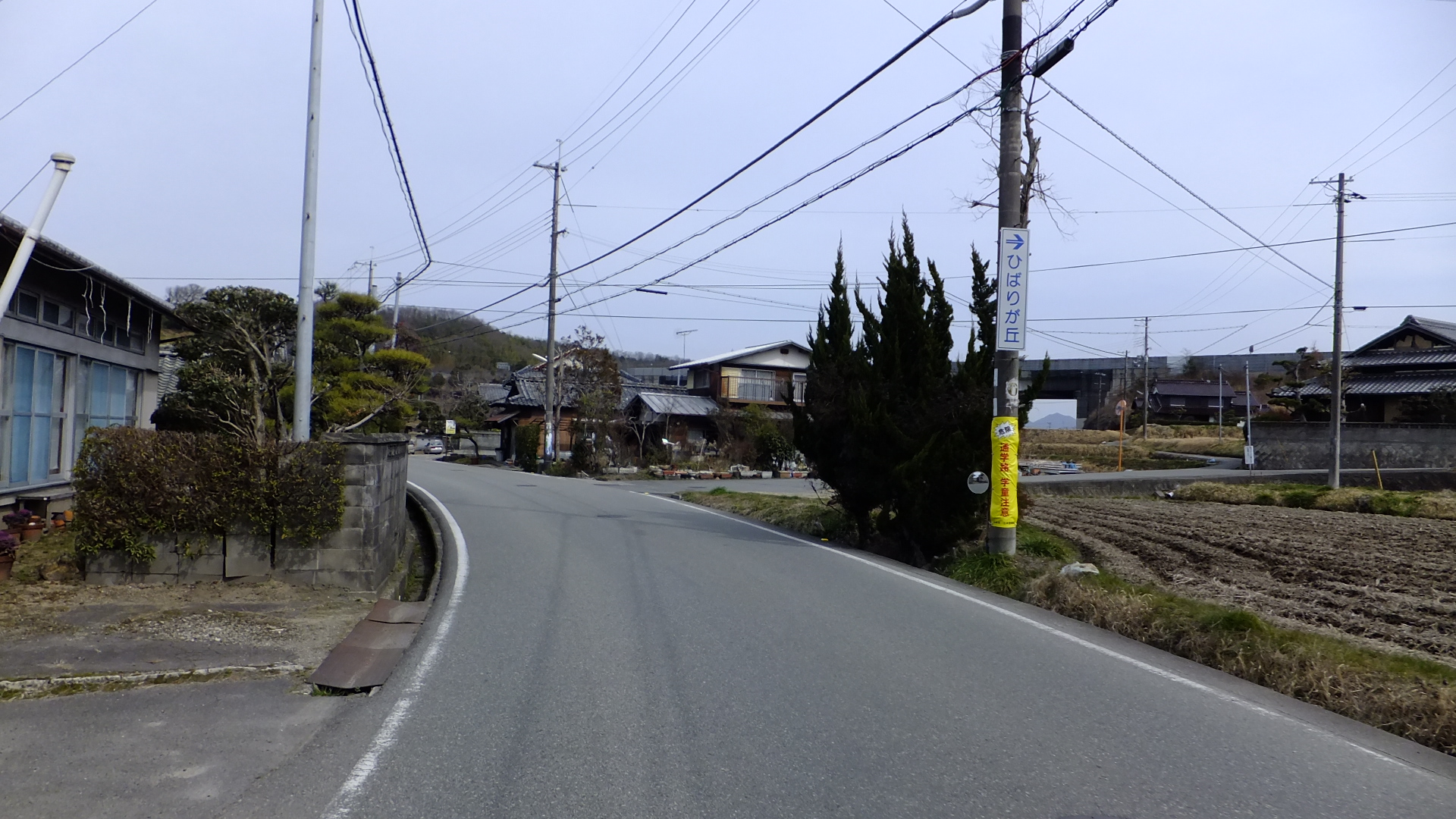
開通前に使われていた道 三木市吉川町古市で撮影
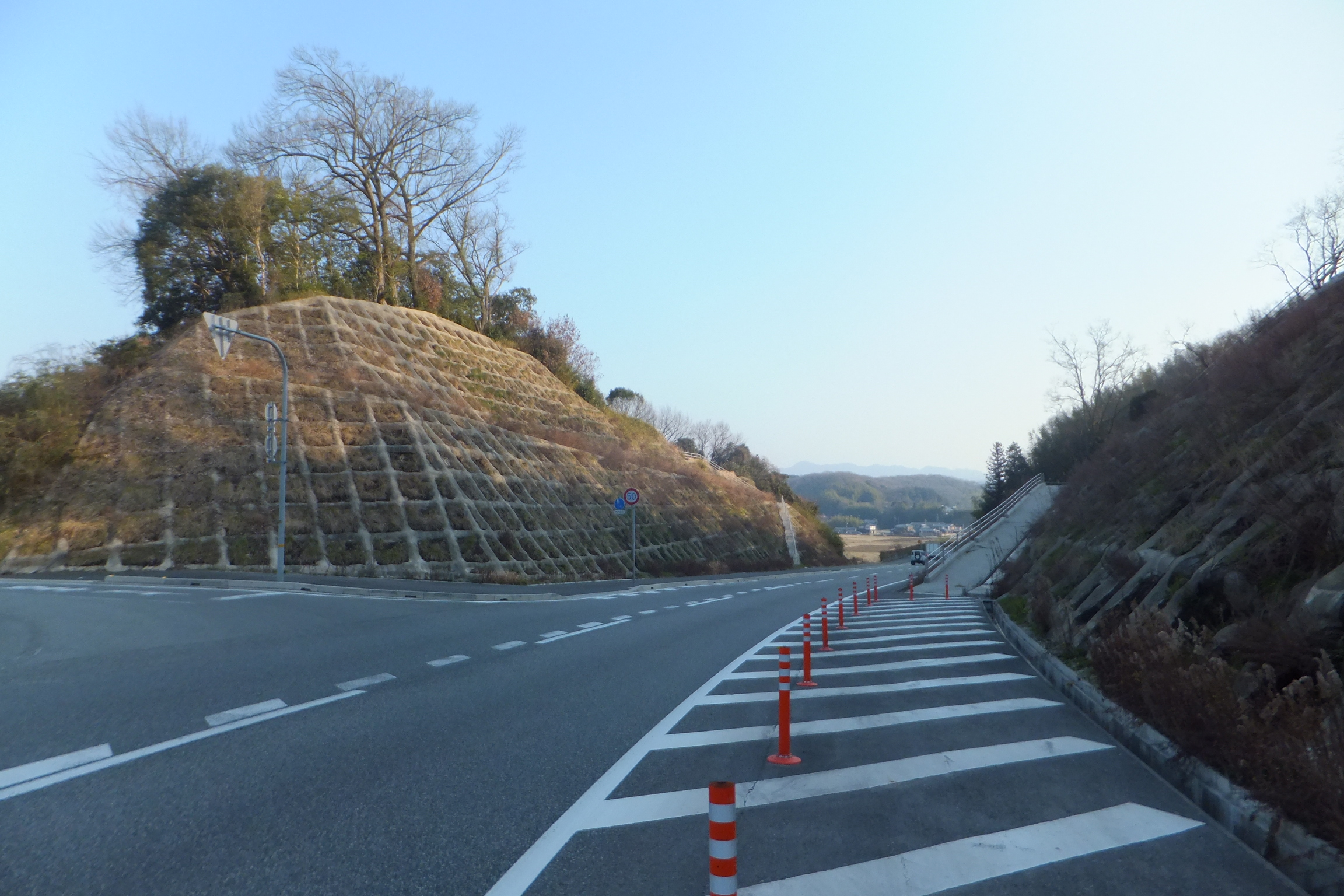
渡瀬バイパス 三木市吉川町古市で撮影

- 稲田バイパス

1990年10月1日に、吉安交差点-金会間が開通した。
- 開通前に使われていた道
三木市吉川町稲田で撮影
- 稲田バイパス
三木市吉川町金会で撮影

### 重複区間
- 兵庫県道144号西脇口吉川神戸線（加東市下久米 - 加東市上久米・上久米交差点）
- 兵庫県道20号加古川三田線（三木市吉川町古市・渡瀬橋北詰交差点 - 三田市八景町・八景中学校前交差点）
- 兵庫県道73号山田三田線（神戸市北区長尾町上津・岩谷口交差点 - 三田市八景町・八景中学校前交差点）

## 地理

### 通過する自治体
- 西脇市
- 加東市
- 三木市
- 神戸市（北区）
- 三田市

### 交差する道路
| 交差する道路 | 市町村名 | 市町村名 | 交差する場所                                 | 交差する場所                   |
| --- | -------- | -------- | -------------------------------------------- | ------------------------------ |
| 国道427号 兵庫県道54号西脇停車場線 | 西脇市   | 西脇市   | 上野                                         | 上野交差点 / 起点              |
| 兵庫県道347号和布西脇線 | 西脇市   | 西脇市   | 和布町                                       | 和布町交差点                   |
| 兵庫県道348号野村野村停車場線 | 西脇市   | 西脇市   | 野村町                                       |                                |
| 兵庫県道34号西脇八千代市川線 | 西脇市   | 西脇市   | 野村町                                       | 野村交差点                     |
| 兵庫県道349号市場多井田線 | 加東市   | 加東市   | 上滝野                                       | 滝交差点                       |
| 兵庫県道203号滝野停車場線 | 加東市   | 加東市   | 上滝野                                       |                                |
| 兵庫県道145号下滝野市川線 | 加東市   | 加東市   | 下滝野                                       | 播磨中央公園口交差点           |
| E2A 中国自動車道 | 加東市   | 加東市   | 北野                                         | 北野交差点 8 滝野社IC          |
| 国道175号 国道427号 兵庫県道567号東古瀬穂積線 重複区間起点                                                                                  | 加東市   | 加東市   | 北野 穂積                                    | 滝野インター入口交差点         |
| 兵庫県道567号東古瀬穂積線 重複区間終点 | 加東市   | 加東市   | 上中                                         | 上中交差点                     |
| 国道372号 | 加東市   | 加東市   | 藤田                                         | 藤田交差点                     |
| 兵庫県道144号西脇口吉川神戸線 重複区間起点                                                                                                  | 加東市   | 加東市   | 下久米                                       |                                |
| 兵庫県道144号西脇口吉川神戸線 重複区間終点                                                                                                  | 加東市   | 加東市   | 上久米                                       | 上久米交差点                   |
| 兵庫県道75号小野藍本線 重複区間起点 | 加東市   | 加東市   | 天神                                         | 天神北交差点                   |
| 兵庫県道75号小野藍本線 重複区間終点 | 加東市   | 加東市   | 天神                                         | 天神南交差点                   |
| 兵庫県道315号下相野森線 | 加東市   | 加東市   | 森                                           | 森交差点                       |
| 兵庫県道91号はりま東条インター線 | 加東市   | 加東市   | 南山1丁目                                    | ひょうご東条インター入口交差点 |
| 兵庫県道20号加古川三田線 重複区間起点 | 三木市   | 三木市   | 吉川町古市                                   | 渡瀬橋北詰交差点               |
| 兵庫県道314号大川瀬吉川線 | 三木市   | 三木市   | 吉川町渡瀬                                   | 渡瀬バイパス西交差点           |
| 兵庫県道354号淡河吉川線 | 三木市   | 三木市   | 吉川町有安                                   | 渡瀬バイパス東交差点           |
| E2A 中国自動車道 国道428号 | 三木市   | 三木市   | 吉川町大沢（おおそ）                         | 吉川IC交差点 7 吉川IC          |
| 兵庫県道512号新田大沢線 | 三木市   | 三木市   | 吉川町大沢 吉川町吉安（きちやす）            | 吉安交差点                     |
| 兵庫県道506号市野瀬有馬線 | 三木市   | 三木市   | 吉川町市野瀬                                 | 市野瀬交差点                   |
| 兵庫県道82号大沢西宮線 | 神戸市   | 北区     | 大沢町（おおぞうちょう）日西原（ひさいばら） | 日西原交差点                   |
| 兵庫県道73号山田三田線 重複区間起点 | 神戸市   | 北区     | 長尾町上津（こうづ）                         | 岩谷口交差点                   |
| 兵庫県道357号定塚四軒茶屋線 | 神戸市   | 北区     | 長尾町宅原（えいばら）                       | 長尾交差点                     |
| 兵庫県道720号テクノパーク三田線 | 三田市   | 三田市   | 狭間が丘（はさまがおか）1丁目                | 嶋ケ谷（しまがたに）交差点     |
| 兵庫県道141号黒石三田線 | 三田市   | 三田市   | 相生町                                       | 西対中交差点                   |
| 国道176号 兵庫県道15号神戸三田線 重複 兵庫県道20号加古川三田線 重複区間終点 兵庫県道38号三木三田線 重複 兵庫県道73号山田三田線 重複区間終点 | 三田市   | 三田市   | 八景町                                       | 八景中学校前交差点 / 終点      |

### 沿線にある施設など
- 黒滝（美嚢川）
- 吉川温泉よかたん/道の駅よかわ